# باول ديفيز (لاعب كرة قدم)
باول ديفيز (بالإنجليزية: Paul Davies)‏ هو مدرب كرة قدم ولاعب كرة قدم بريطاني، ولد في 9 أكتوبر 1960 في Kidderminster ‏ في المملكة المتحدة. لعب مع كارديف سيتي ونادي ووستر سيتي.